# Tunis Open 2013
Il Tunis Open 2013 è stato un torneo di tennis facente parte della categoria ATP Challenger Tour nell'ambito dell'ATP Challenger Tour 2013. È stata l'8ª edizione del torneo che si è giocata a Tunisi in Tunisia dal 29 aprile al 5 maggio 2013 su campi in terra rossa e aveva un montepremi di $125,000+H.

## Partecipanti singolare

### Teste di serie
| Nazionalità | Giocatore               | Ranking* | Testa di serie |
| ----------- | ----------------------- | -------- | -------------- |
| Spagna      | Marcel Granollers       | 36       | 1              |
| Spagna      | Guillermo García López  | 87       | 2              |
| Germania    | Benjamin Becker         | 92       | 3              |
| Francia     | Kenny de Schepper       | 102      | 4              |
| Spagna      | Rubén Ramírez Hidalgo   | 103      | 5              |
| Spagna      | Daniel Muñoz de la Nava | 125      | 6              |
| Italia      | Matteo Viola            | 127      | 7              |
| Italia      | Flavio Cipolla          | 133      | 8              |

- Ranking al 22 aprile 2013.

### Altri partecipanti
Giocatori che hanno ricevuto una wild card:
- Mohamed Haythem Abid
- Marcel Granollers
- Skander Mansouri
- Lamine Ouahab

Giocatori che sono passati dalle qualificazioni:
- Andrea Arnaboldi
- Michael Linzer
- Enrique López Pérez
- Florian Reynet
- Riccardo Ghedin (lucky loser)

## Partecipanti doppio

### Teste di serie
| Nazionalità | Giocatore               | Nazionalità | Giocatore                | Ranking* | Testa di serie |
| ----------- | ----------------------- | ----------- | ------------------------ | -------- | -------------- |
| Stati Uniti | James Cerretani         | Canada      | Adil Shamasdin           | 158      | 1              |
| Regno Unito | Jamie Delgado           | Svezia      | Andreas Siljeström       | 201      | 2              |
| Spagna      | Gerard Granollers Pujol | Spagna      | Marcel Granollers        | 242      | 3              |
| Australia   | Rameez Junaid           | Spagna      | Adrián Menéndez Maceiras | 259      | 4              |

- Ranking al 22 aprile 2013.

### Altri partecipanti
Coppie che hanno ricevuto una wild card:
- Mehdi Abid /  Ameur Ben Hassen
- Skander Mansouri /  Lamine Ouahab
- Julien Obry /  Florian Reynet

## Vincitori

### Singolare
Adrian Ungur ha battuto in finale  Diego Schwartzman con il punteggio di 4–6, 6–0, 6–2

### Doppio
Dominik Meffert /  Philipp Oswald hanno battuto in finale  Jamie Delgado /  Andreas Siljeström con il punteggio di 3–6, 7–6(0), [10–7]